# 伊東秀仁

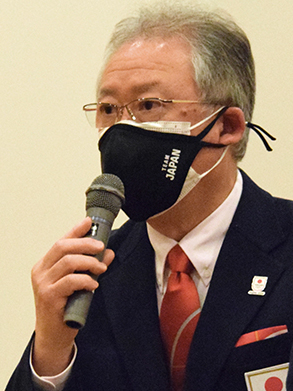
伊東 秀仁

伊東 秀仁（いとう ひでひと、1961年7月6日 - ）は、北海道網走市出身の日本オリンピック委員会理事。元日本スケート連盟副会長。日本ソフトボール協会副会長。日本ソムリエ協会認定ワインアドバイザー。ジェノスグループ常務執行役員。明治大学スケート部フィギュア部門監督。明治大学政治経済学部卒。

## 経歴
- 1961年北海道に生まれる。
- 10歳より札幌でフィギュアスケートを始める。
- インターハイ最高3位、インカレ最高3位、国体最高2位と活躍する。
- 北海道札幌東高等学校を卒業後、明治大学に入学[6]。大学卒業後、ニッカウヰスキー社を経て、2001年より日本ジェノス社に入社。
- 2005年冬季ユニバーシアード、2006年トリノオリンピックには日本スケート連盟のコーチとして参加。
- 2006年、日本スケート連盟の元会長久永勝一郎や元フィギュア強化部長城田憲子らによる不正経理事件により、城田の後任としてフィギュア強化部長に就任[7]。
- 2008年、平松純子の後任として日本スケート連盟フィギュア委員長に就任[8]。
- 2014年ソチオリンピック 日本代表選手団 総監督
- 2018年平昌オリンピック 日本代表選手団 総監督
- 2022年北京冬季オリンピック 日本代表選手団 団長
- 2022年、日本スケート連盟副会長に就任[2]。
- 2024年、藍綬褒章受章[9]。